# Dopaquinone
La dopaquinone est un métabolite de la biosynthèse de la mélanine dans les mélanocytes,. Elle résulte de l'oxydation de la tyrosine par la tyrosinase en présence d'oxygène. À pH inférieur à 4 — et idéalement égal à 6,8 — elle subit une réaction non enzymatique de cyclisation intramoléculaire conduisant au leucodopachrome.